# Helge Perälä
Helge Perälä (né le 3 juin 1915 à Vehkalahti et décédé le 13 février 2010 à Tampere) est un athlète finlandais spécialiste du fond. Issu de la génération post-Finlandais volants, il était affilié au Kymintehtaan Urheiluseura et mesurait 1,75 m pour 62 kg.

## Biographie

### Palmarès
| Date | Compétition           | Lieu    | Résultat | Épreuve       | Performance   |
| ---- | --------------------- | ------- | -------- | ------------- | ------------- |
| 1946 | Championnats d'Europe | Oslo    | 2e       | 5 000 mètres  | 30 min 31 s 4 |
| 1948 | Jeux olympiques d'été | Londres | 11e      | 10 000 mètres |               |

### Records
| Épreuve      | Performance   | Lieu | Date |
| ------------ | ------------- | ---- | ---- |
| 5 000 mètres | 14 min 25 s 6 |      | 1947 |